# 湘阴州
湘阴州，元朝时设置的州。
元贞元年（1295年）升湘阴县为州，治所在今湖南省湘阴县。属天临路。明朝洪武元年（1368年）复降为县。 